# Pottenstein (Basse-Autriche)
Pour les articles homonymes, voir Pottenstein.
Pottenstein est une commune autrichienne du district de Baden en Basse-Autriche.